# Abdulwahab Al-Malood
Abdulwahab Al-Malood (en árabe: عبد الوهاب المالود‎; Al Muharraq, Baréin; 7 de junio de 1990) es un futbolista de Baréin que juega en la posición de centrocampista con el Muharraq Club de la Liga Premier de Baréin.

## Carrera

### Club
| Periodo   | Club          |
| --------- | ------------- |
| 2007-2020 | Hidd SCC      |
| 2020-     | Muharraq Club |

### Selección nacional
Debutó con Baréin, con la que ha jugado en más de 70 ocasiones, participó en los Juegos Asiáticos de 2010 y en dos ediciones de la Copa Asiática.

## Logros

### Club
- Liga Premier de Baréin (2): 2015-16, 2019-20
- Copa del Rey de Baréin (1): 2015
- Copa FA de Baréin (5): 2015, 2017, 2020, 2021, 2022
- Supercopa de Baréin (2): 2015, 2016
- Copa Elite de Baréin (1): 2018
- Copa AFC (1): 2021

### Individual
- Mejor Jugador de la Copa AFC 2021.[2]